# Dark Funeral
Dark Funeral este o formație de black metal din Stockholm, Suedia. Formată în 1993 de Lord Ahriman și Blackmoon, formația a lansat de atunci 5 albume. Temele lirice sunt în principal Satanismul, anticreștinismul și teme apocaliptice.

## Discografie

### Albume
- Dark Funeral (MCD) (1994)
- The Secrets of the Black Arts (1996)
- Vobiscum Satanas (1998)
- Teach Children to Worship Satan (EP) (2000)
- Diabolis Interium (2001)
- Attera Totus Sanctus (2005)
- Where Shadows Forever Reign (2016)
- We Are The Apocalipse (2022)

### Compilatii si albume Live
- In The Sign… [Compilatie] - (2000)
- De Profundis Clamavi Ad Te Domine [Live] - (2004)

### DVD-uri
- Attera Orbis Terrarum part 1 [2-disc DVD] - (2007)
- Attera Orbis Terrarum part 2 [2-disc DVD] - (2008)

## Membrii Formației

### Membri Actuali
- Emperor Magus Caligula (Masse Broberg) - Vocalist, chitară bas (1996-)
- Lord Ahriman (Micke Svanberg) - Chitară (1993-)
- Chaq Mol (Bo Karlsson) - Chitară (2003-)
- Dominator (Nils Fjällström) - Percuție (2007-)
- B-Force - Chitară bas (Membru Temporar) (2006-)

### Foști membri
- Themgoroth (Paul Mäkitalo) - Vocalist, chitară bas (1993-1996)
- Dominion (Matti Mäkelä) - Chitară (1998-2002)
- Typhos (Henrik Ekeroth) - Chitară (1996-1998)
- Blackmoon (David Parland) - Chitară (1993-1996)
- Matte Modin - Percuție (2000-2007)
- Gaahnfaust (Robert Lundin) - Percuție (1998-2000)
- Alzazmon (Tomas Asklund) - Percuție (1996-1998)
- Equimanthorn - Percuție (1994-1996)
- Draugen - Percuție (1993-1994)
- Lord K - Chitară bas (2001-2002)
- Mikael Hedlund - Chitară bas (2001)
- Richard "Daemon" Cabreza - Chitară bas (2002-2005)